# Словеначки конструктивизам
Словеначки конструктивизам је део магистралног праваца интернационалне леве авангарде настале двадесетих година 20. века, чијим се најзначајним представницима на простору Југославије између два рата сматрају Август Чернигој и Едуард Степанчич чланови Групе конструктивиста која је стварала у Трсту од 1926 — 1929.

## Основне информације
Појам конструктивизам настао је најпре у сликарству а касније се употребљавао за обележавање начина приступа пројектовању у архитектури.

## Предуслови
У складу са најсавременијим то јест најмодернијим токовима уметности словеначки уметници су 20-тих година 20. века прихватили конструктивизам као нови правац апстрактне уметности. Настао у Русији 1913. године, конструктивизам се након Првог светског рата, као покрет убрзо проширио по Европи, захватајући нарочито Холандију, а нешто касније и у САД.

## Историја
Август Чернигој се сматра оснивач конструктивизма у Словенији и једним од најистакнутијим представника историјске авангарде у словенској ликовној уметности, који је заједно са члановима Групе конструктивиста у другој половини 20 и 30-тих година 20. века, стварао цртеже, графике, колаже, објекте итд. На његову иницијативу одржана је и прва изложба конструктивиста у Југославији, која је одржана 1924. године у Љубљани. На њој су по први пут словеначкој и југословенској јавности били приказани цртежи, колажи, објекти и архитектонски модели, у складу са најмодернијим токовима у савременој уметности између два светска рата. 

## Карактеристике
У основи словеначког ликовног конструктивизма, била је употреба једноставних геометријских облика; круга, троугла, квадрата и просте линије, који су били бојени. Користећи узајамне односе основних геометријских елеменатакако уметници конструктивисти су покушавали да створе тензије у унутрашњости слике.
Полазећи од раног футуризма, словеначки конструктивисти су стврали своја дела не само користећи геометријске форме, сведене геометриске фигуре структуре, веч су попут оних у делима Едуарда Степанчича, на својим делима укрштали симетрично и асиметрично постављене линије и геометријске облике.
Нешто касније словеначки конструктивисти су почели да стварају и тродиманзионалне уметничке инсталације, које су ушле у сталан репертоар словеначког конструктивизма, по угледу, на Казимира Маљевича, првог ствараоца тродиманзионалне уметничке инсталације, коју је он називао „архитектона” 